# Dryopteris pseudofilix-mas
Dryopteris pseudofilix-mas là một loài thực vật có mạch trong họ Dryopteridaceae. Loài này được (Fée) Rothm. miêu tả khoa học đầu tiên năm 1945.